# Luis Guarnerio
Luis Eduardo Guarnerio Pizzano (Canelones, 2 de octubre de 1933 - 29 de enero de 2021) fue un actor, cómico, cantante de tangos y locutor uruguayo. Recordado por su personaje "Ciclisto Pedales" en el célebre programa uruguayo El Show del mediodía.

## Biografía
Debutó en carnaval en 1961. Conocido en radio y televisión por su personaje Ciclisto Pedales, el ciclista que tomaba "fofotimol", comenzó su carrera en 1958 en el programa La Cruzada del Buen Humor, que se emitía por Radio Carve. Fue relator y comentarista de fútbol en la época que se relataban partidos de la segunda división.
Participó de Gente de humor, El viejo café del Centro  y El show del mediodía.

## Televisión
- Gente de humor
- El Viejo Café del Centro
- El show del mediodía

## Teatro
- Juntos, pero no revueltos
- ¿Donde está el pintor?
- Clochemerle